# Стрежевское княжество
Стрежевское княжество — удельное княжество с центром в городе Стрежев, точное местоположение которого не установлено, существовавшее во второй половине XII века.
Княжество было образовано в 1159 году, когда захвативший Изяславль полоцкий князь Рогволод Борисович выгнал княжившего там Всеволода Глебовича, дав ему взамен Стрежев, где он, судя по всему, княжил до своей смерти. После этого о княжестве ничего больше не сообщается.

## Князья Стрежевские
- 1159 — до 1162: Всеволод Глебович (ум. до 1162), князь Изяславский 1151—1159, князь Стрежевский с 1159